# Chersotis kacem
Chersotis kacem är en fjärilsart som beskrevs av Le Cerf 1933. Chersotis kacem ingår i släktet Chersotis och familjen nattflyn. Inga underarter finns listade i Catalogue of Life.